# Dean Phoenix
Dean Phoenix, pseudonimo di Curtis Dean Hutchinson (Mexicali, 25 aprile 1974), è un ex attore pornografico messicano, che ha lavorato esclusivamente nel settore della pornografia gay.

## Biografia
Debutta nel 1994 nel film diretto da Chi Chi LaRue The Complexxx per la All Worlds Video, nel corso degli anni partecipa a molti film porno guadagnandosi la fama come attivo, dotato di un pene non circonciso di 23 cm. Continua la sua carriera fino al 2001, anno in cui decide di ritirarsi dall'industria della pornografia gay. Il suo ultimo film è Poolside, di cui, oltre a essere interprete, è sceneggiatore e produttore.
Nel 2004, dopo tre anni di inattività e una relazione sentimentale terminata, torna a lavorare come porno attore nel film in due parti Buckleroos, prodotto dai COLT Studio, dove ricopre per la prima volta il ruolo di passivo. Il suo ritorno sulle scene è un successo, tanto da vincere due GayVN Award come miglior attore e per la miglior scena di sesso, assieme a Marcus Iron.
Nel 2009 viene inserito nella Hall of Fame dei GayVN Award, riconoscimento conferito per il suo contributo nella pornografia gay. Vive a Los Angeles e continua a lavorare nell'industria pornografica.

## Premi e riconoscimenti

### Vinti
- GayVN Award 2005 Best Actor - Buckleroos: Part I
- GayVN Award 2005 Best Sex Scene - Buckleroos: Part II
- GayVN Award Hall of Fame

### Candidature
- Grabby Award 2001 Best Actor - The Servant
- Grabby Award 2001 Best Performers
- Grabby Award 2005 Best Actor - Buckleroos: Part I
- Grabby Award 2005 Best Duo Sex Scene - Buckleroos: Part II
- Grabby Award 2005 Best Group Sex Scene - Buckleroos: Part I
- Grabby Award 2008 Best Cum Scene - Brotherhood
- GayVN Award 2008 Best Actor - On Fire!

## Filmografia
- The Complexxx (1994)
- A Lesson Learned (1997)
- The Few, the Proud, the Naked! 8 (1998)
- Mantasy Island (1998)
- Pucker Up (1998)
- Sex Fly (1998)
- Down Austin Lane (1999)
- God Was I Drunk (1999)
- JarHead (1999)
- Spiked (1999)
- Echoes (2000)
- High Desert (2000)
- How the West Was Hung (2000)
- Out of Athens Part 1 (2000)
- The Servant (2000)
- Untamed (2000)
- Crew (2000)
- Poolside (2001)
- Buckleroos: Part I (2004)
- Buckleroos: Part II (2004)
- LeatherBound (2005)
- Brotherhood (2007)
- On Fire! (2007)
- Paradise Found (2007)
- King Size (2008)
- Strong Will (2008)